# Le Petit Parisien
Le Petit Parisien era un quotidiano francese, tra i principali durante la Terza Repubblica. Fondato nel 1876 dal deputato Louis Andrieux, fu pubblicato fino al 1944, superando le 2 milioni di copie nel primo dopoguerra.

## Storia

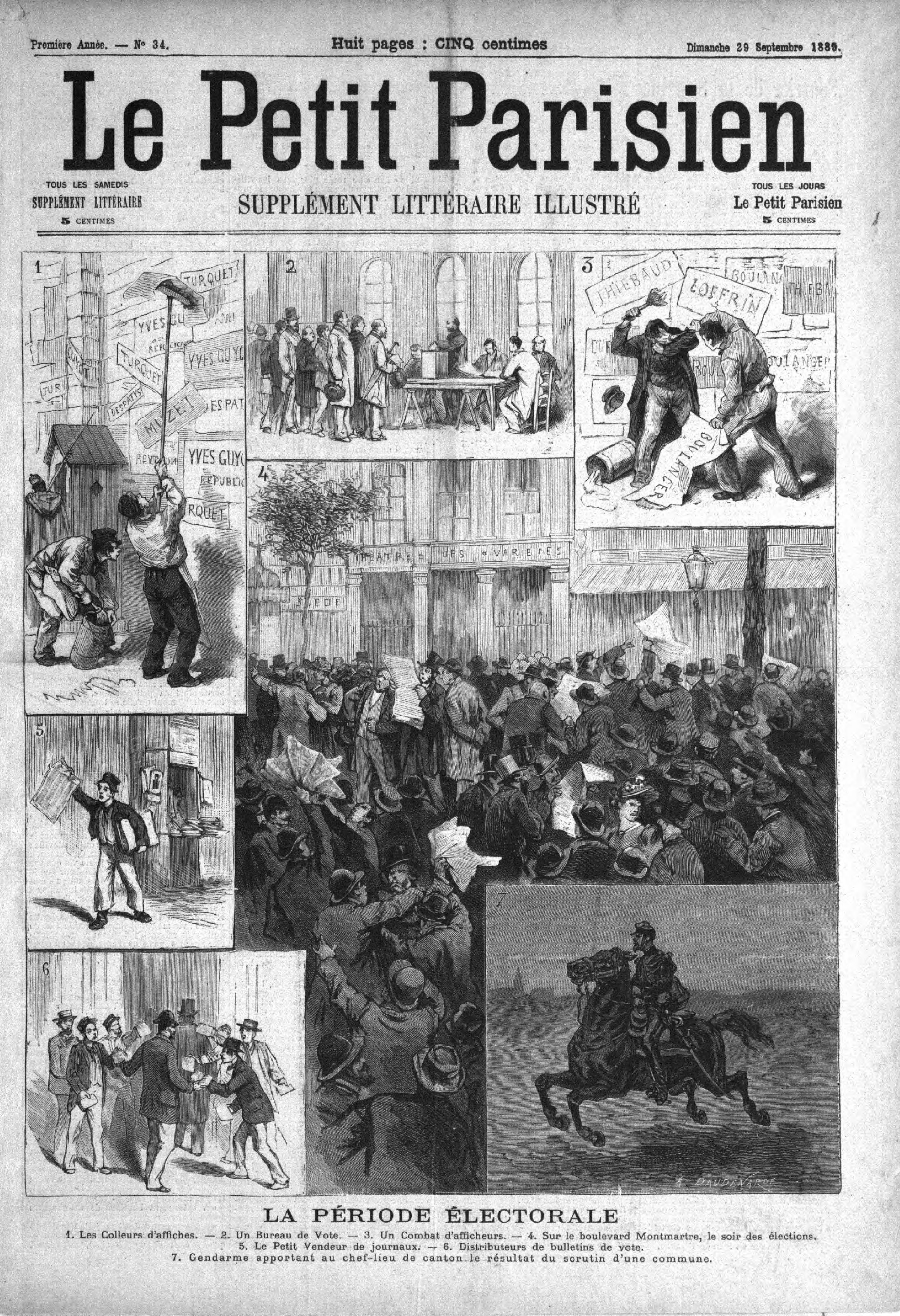
Prima pagina del 29 settembre 1889

Nonostante il nome, Le Petit Parisien aveva diffusione nazionale. Secondo i dati di vendita, con 2,3 milioni di copie vendute fu il quotidiano più venduto al mondo nel 1917.
In precedenza aveva raggiunto il milione di copie durante l'affare Dreyfus.
Nel maggio del 1927, il giornale fu vittima di una burla escogitata da Jean-Paul Sartre e dai suoi amici, riportando la notizia, inventata, che Charles Lindbergh stava per essere premiato come studente onorario dell'École normale supérieure.
Durante la seconda guerra mondiale, sotto la direzione di Claude Jeantet, fu la voce ufficiale del Governo di Vichy fino alla sua caduta nel 1944. Jeantet, fuggito in Germania, tentò di riprendere la pubblicazione de Le Petit Parisien, ma fu catturato e riportato in Francia.